# Macroglossum belis
Macroglossum belis är en fjärilsart som beskrevs av Carl von Linné 1776. Macroglossum belis ingår i släktet Macroglossum och familjen svärmare. Inga underarter finns listade i Catalogue of Life.

## Bildgalleri

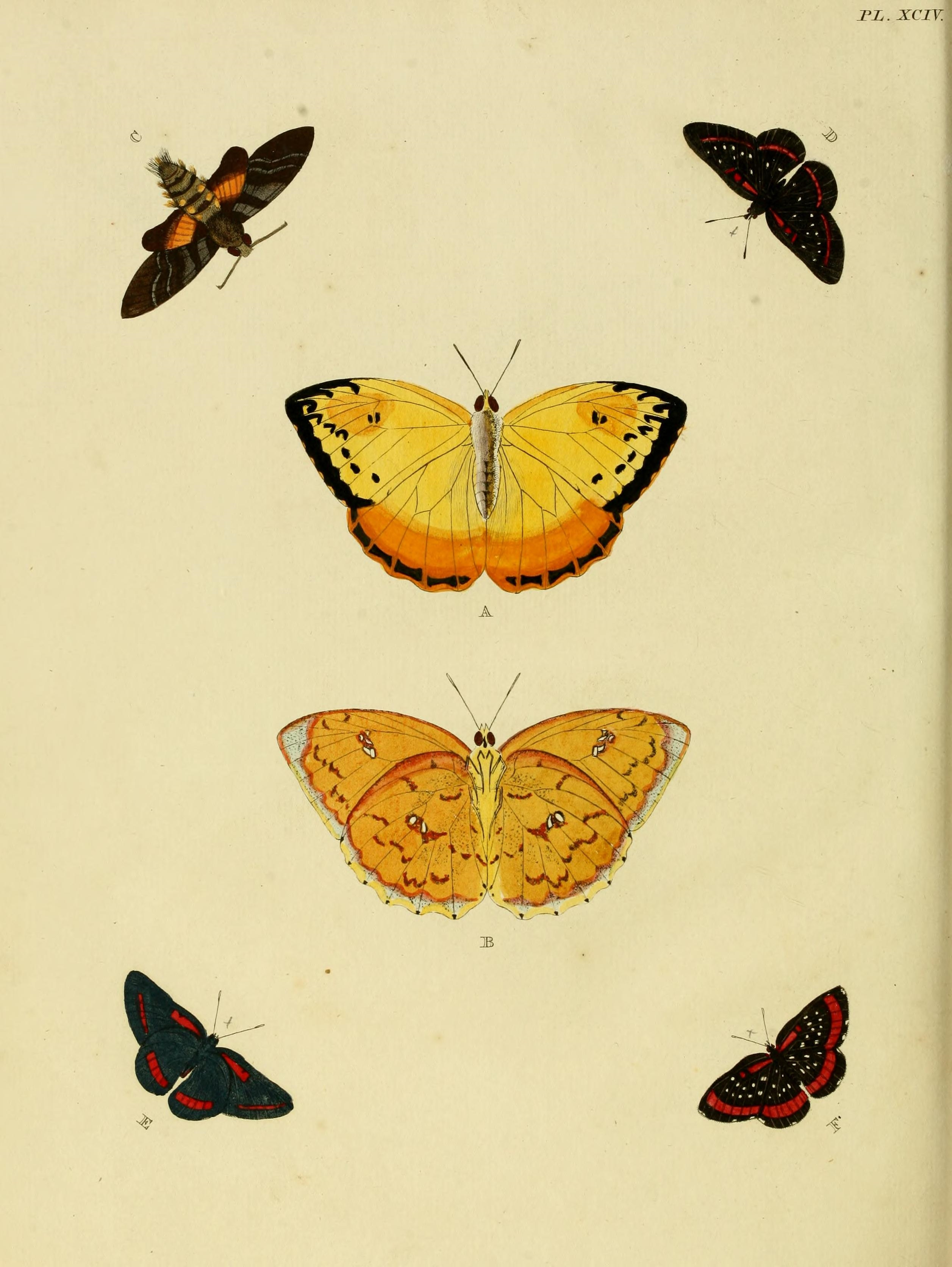
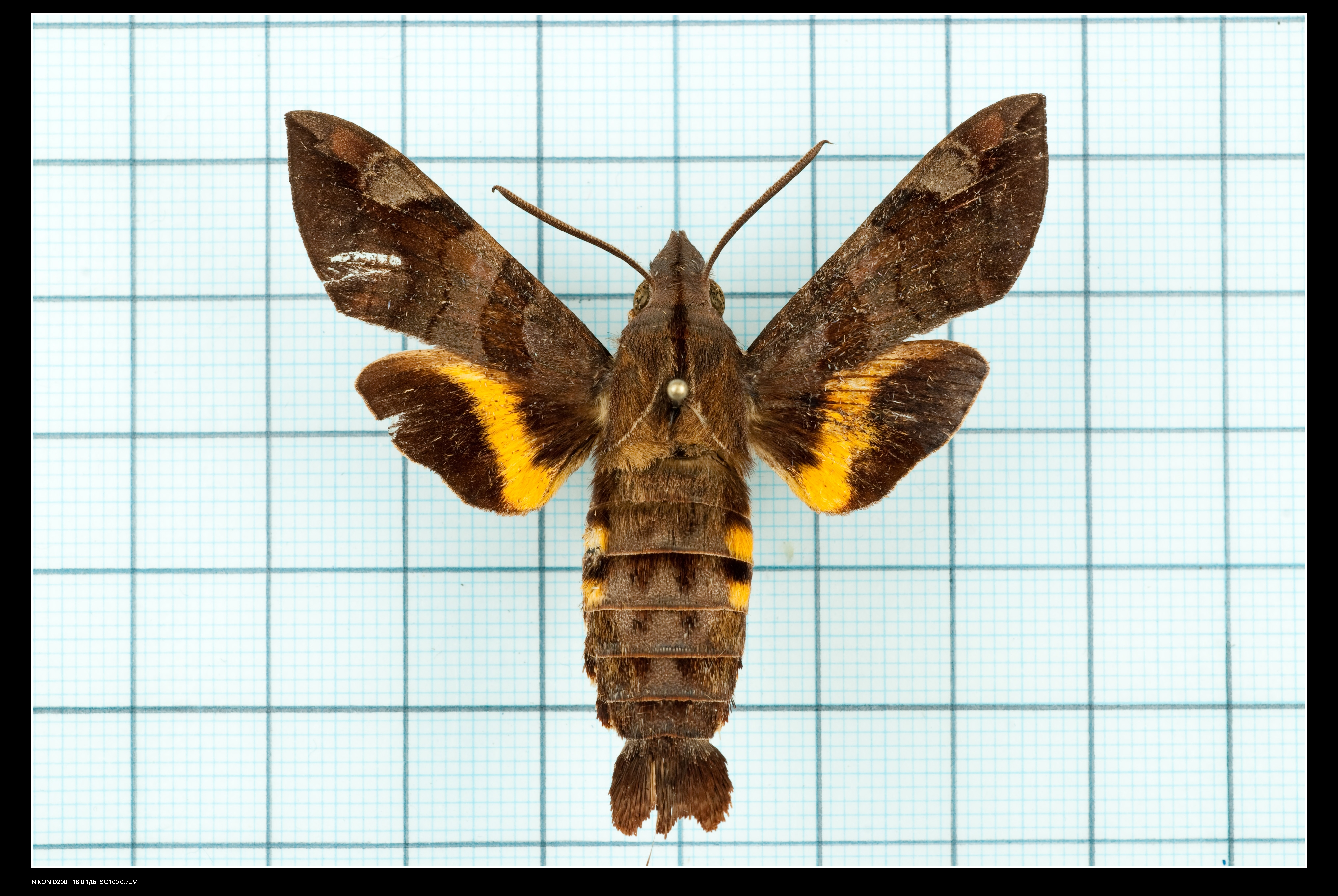